# Ligne de Strasbourg à Lauterbourg
La ligne de Strasbourg à Lauterbourg est une ligne de chemin de fer française du Bas-Rhin. Elle relie les gares de Strasbourg-Ville et de Lauterbourg et se poursuit jusqu'à la frontière franco-allemande.
Elle constitue la ligne n°145 000 du réseau ferré national.
L'évitement de Schiltigheim et le raccordement de Bischheim constituent les lignes n°145 002 et 145 306 du réseau ferré national.
Dans l'ancienne nomenclature de la région Est de la SNCF, elle était numérotée « ligne 33.7 » et désignée en tant que « Ligne Lauterbourg – Strasbourg ».

## Historique
La ligne est concédée à titre éventuel à Messieurs Nicolas Kœchlin et frères en même temps que la concession définitive de celle de Strasbourg à Bâle par une loi du 6 mars 1838.
La ligne a été ouverte dans son intégralité le 25 juillet 1876 par la Direction générale impériale des chemins de fer d'Alsace-Lorraine.
La section de Lauterbourg à Berg en Allemagne a été fermée au service voyageurs le 1er juin 1980. Elle est rouverte le 1er décembre 2002.
En 2024, la région Grand Est lance la procédure pour devenir propriétaire de la ligne détenue par SNCF Réseau.
Cette même année, un avenant du Contrat de plan État-région 2021 - 2027 ajoute un projet d'électrification de la ligne sur sa section de Strasbourg à Bischheim, afin de desservir le technicentre.

## Caractéristiques

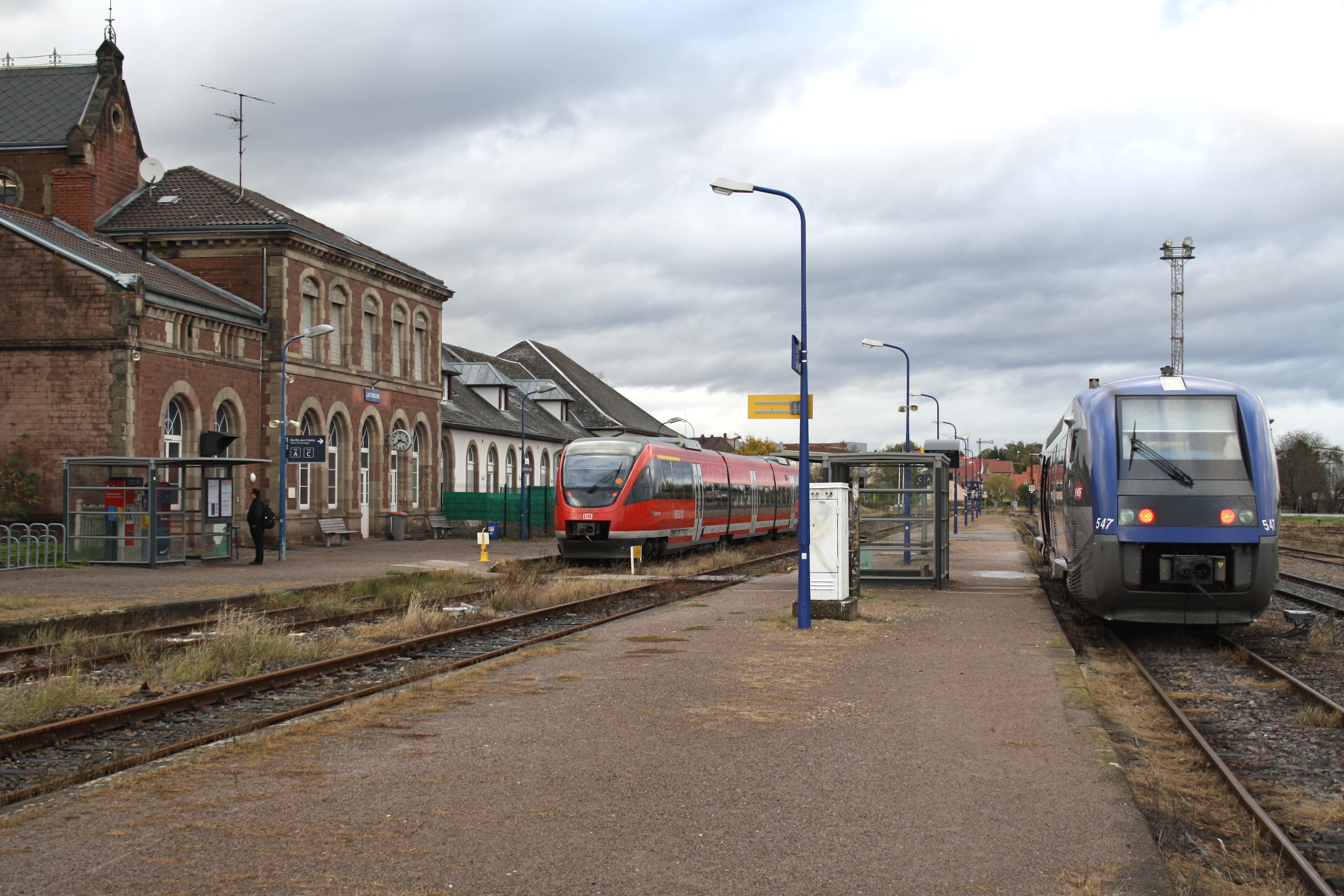
Rencontre ferroviaire franco-allemande à Lauterbourg.

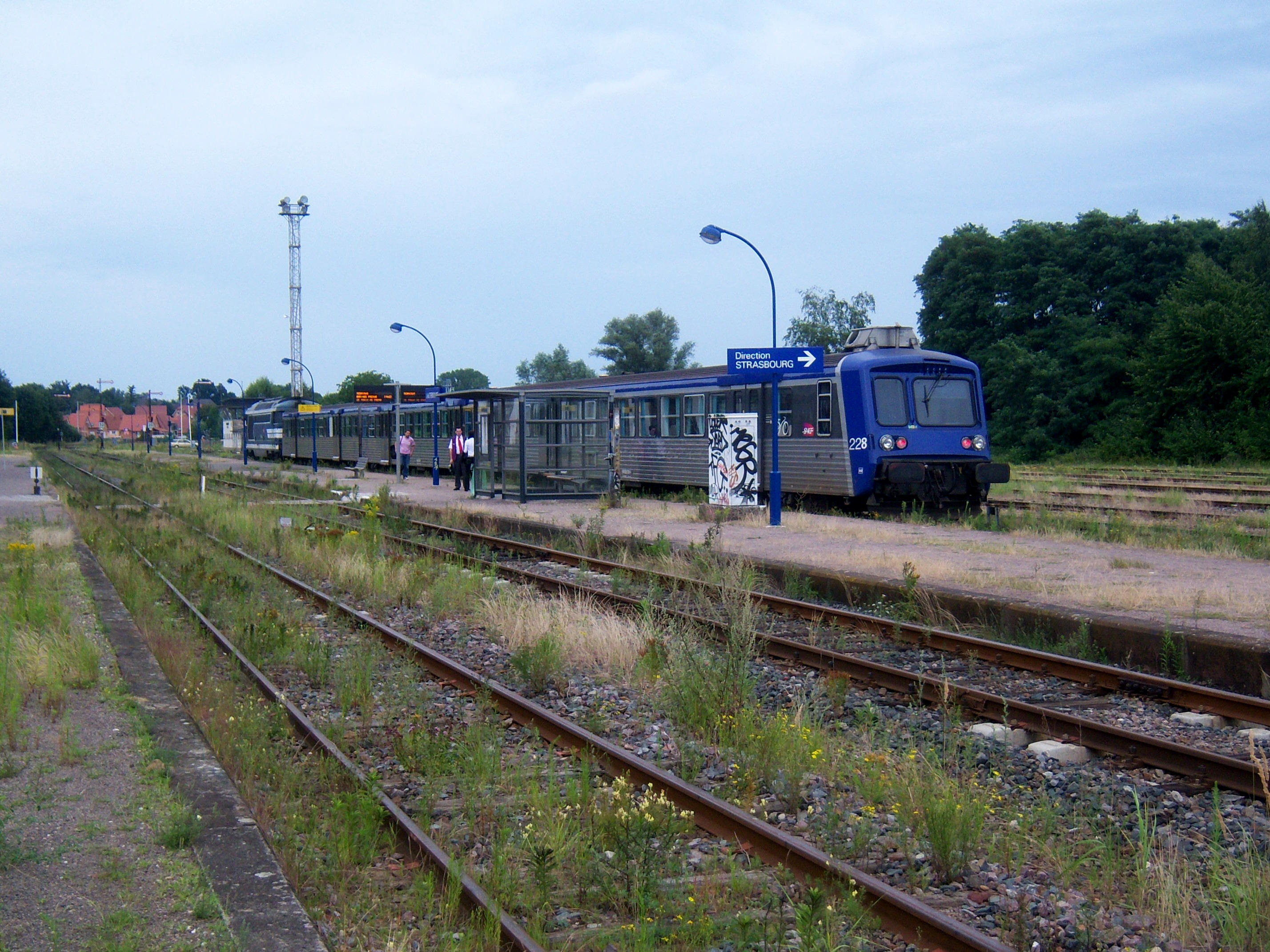
Train en provenance de Strasbourg en gare de Lauterbourg.

La ligne part de la gare de Strasbourg-Ville et suit la ligne Paris - Strasbourg jusqu'aux environs de Cronenbourg. Le raccordement de Bischheim permet aux trains en provenance de la direction de Lauterbourg de rejoindre le triage de Hausbergen sans avoir à effectuer un rebroussement. Elle prend alors la direction nord-est et dessert les communes du nord de l'agglomération strasbourgeoise. La ligne longe ensuite le Rhin. En gare de Rœschwoog, elle croise la ligne de Haguenau à Rœschwoog et frontière partiellement inexploitée. En gare de Lauterbourg, elle croise la courte ligne de Lauterbourg-Gare à Lauterbourg-Port-du-Rhin. Au-delà de la frontière franco-allemande, elle est prolongée jusqu'à Wörth par la ligne allemande Bienwaldbahn.

## Exploitation
Depuis le 6 mai 2017, et pour la première fois depuis 1980 sur cette ligne, des liaisons Strasbourg – Wörth, sans changement de train à la frontière (Lauterbourg), sont proposées le week-end. Au rythme de 3,5 aller-retours les samedis (4 allers, 3 retours) et 4 aller-retours les dimanches — et jours fériés, ces relations sont effectuées du premier week-end de mai au dernier week-end d'octobre. Depuis Wörth, Karlsruhe est aisément accessible par les transports en commun (Regionalbahn et tram-train).
La ligne connaît un important trafic de fret car elle permet notamment de desservir le dépôt pétrolier de Reichstett, l'usine Arlanxeo de La Wantzenau, les établissements Roquette Frères à Beinheim ainsi que la zone portuaire de Lauterbourg (Usine Dow, plate-forme Wallon et l'annexe du PAS). Elle est également utilisée pour les acheminements de rames TGV au technicentre de Bischheim.
Selon l'Agence de développement et d'urbanisme de l'agglomération strasbourgeoise, cette ligne ne bénéficie pas d'une desserte régulière, en dépit de son potentiel,. La vitesse des trains y est faible (maximum 100 km/h).

## Projets

### Réseau express métropolitain européen
Dans un premier temps, la ligne n'est pas intégrée au service express régional métropolitain (SERM) qu'est le REME. La ligne est répertoriée comme ligne de desserte fine du territoire (classée UIC 7 à 8). Elle nécessitera d'importants travaux de « régénération » avant l'ouverture prévue à la concurrence des relations Strasbourg-Lauterbourg-Wörth-Karlsruhe. Selon Évelyne Isinger, conseillère déléguée aux mobilités transfrontalières, « [cet axe] ne représente que 8 % des 800 km de linéaire des dessertes fines de la Région, mais on doit y consacrer 20 % des 70 millions d’euros de travaux d’urgence pour 2020-2022 ». Olivier Razemon estime à 100 millions d'euros les travaux nécessaires sur cette ligne, électrification incluse. En fait, c'est toute l'Alsace du Nord qui semble délaissée. À l'instar de cette ligne, les lignes Mommenheim – Sarreguemines et Haguenau – Wissembourg n’ont connu qu’une « évolution marginale, voire une légère dégradation »,.
En 2025, toutefois, quatre nouveaux arrêts sont programmés sur cette ligne,.

### Fret

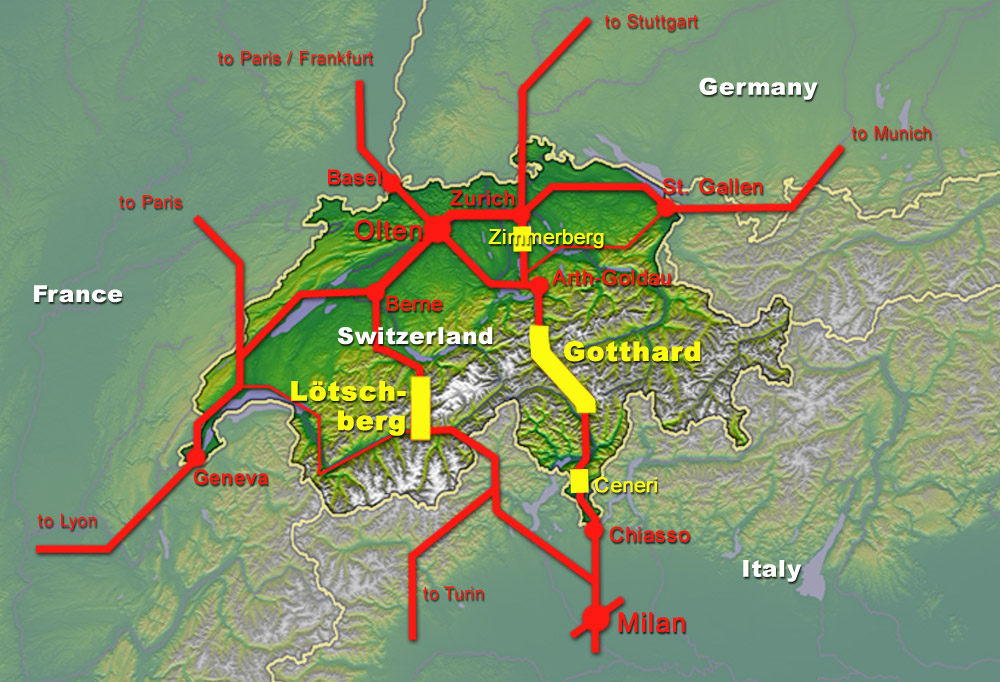
New Railway Link through the Alps (NRLA).

La Suisse devrait cofinancer, entre autres, la mise au standard européen de la ligne Strasbourg-Lauterbourg-Wörth, pour mieux l'intégrer au grand itinéraire de fret Rhin-Alpes (Rotterdam-Gênes). En effet, l'Office fédéral des transports estime qu'« il est de [son] devoir constitutionnel de permettre le transfert modal en dehors de la Suisse si cela doit bénéficier [au] pays »,,,.
Les SERM prennent également en compte les enjeux liés au développement du fret ferroviaire, même si la ligne est exclue du REME pour l'instant.